# Élections législatives de 1988 dans la Mayenne
Les élections législatives françaises de 1988  se déroulent les 5 et 12 juin 1988. Dans le département de la Mayenne, trois députés sont à élire dans le cadre de trois circonscriptions.

## Élus
| Circonscription | Député sortant        | Parti                 | Parti                 | Député élu ou réélu | Parti | Parti    |
| --------------- | --------------------- | --------------------- | --------------------- | ------------------- | ----- | -------- |
| 1re             | Scrutin proportionnel | Scrutin proportionnel | Scrutin proportionnel | François d'Aubert   |       | UDF (PR) |
| 2e              | Scrutin proportionnel | Scrutin proportionnel | Scrutin proportionnel | Henri de Gastines   |       | RPR      |
| 3e              | Scrutin proportionnel | Scrutin proportionnel | Scrutin proportionnel | Roger Lestas        |       | app. UDF |

## Positionnement des partis
L'UDF et le RPR se présentent unis sous l'étiquette « Union du Rassemblement et du Centre » tandis que les candidats du Parti socialiste se rangent sous la bannière de la « Majorité présidentielle pour la France unie », slogan de la campagne présidentielle de François Mitterrand.

## Résultats

### Résultats à l'échelle du département
| Parti          | Parti                               | Premier tour | Premier tour | Second tour | Second tour | Sièges |
| Parti          | Parti                               | Voix         | %            | Voix        | %           | Sièges |
| -------------- | ----------------------------------- | ------------ | ------------ | ----------- | ----------- | ------ |
|                | Union pour la démocratie française  | 49 508       | 36,68        | 56 156      | 55,86       | 2      |
|                | Rassemblement pour la République    | 27 610       | 20,46        |             |             | 1      |
|                | Union du Rassemblement et du Centre | 77 118       | 57,14        | 56 156      | 55,86       | 3      |
|                |                                     |              |              |             |             |        |
|                | Parti socialiste                    | 48 719       | 36,10        | 44 382      | 44,19       | 0      |
|                | La France unie                      | 33 869       | 38,95        | 44 382      | 44,19       | 0      |
|                |                                     |              |              |             |             |        |
|                | Front national                      | 4 888        | 3,62         |             |             | 0      |
|                | Parti communiste français           | 4 245        | 3,15         | 0           |             |        |
|                |                                     |              |              |             |             |        |
| Inscrits       | Inscrits                            | 196 678      | 100,00       | 137 091     | 100,00      | 3      |
| Abstentions    | Abstentions                         | 57 778       | 29,38        | 34 162      | 24,92       |        |
| Votants        | Votants                             | 138 900      | 70,62        | 102 929     | 75,08       |        |
| Blancs et nuls | Blancs et nuls                      | 3 930        | 2,83         | 2 391       | 2,32        |        |
| Exprimés       | Exprimés                            | 134 970      | 97,17        | 100 538     | 97,68       |        |

### Résultats par circonscription

#### Première circonscription (Laval)
| Candidat       | Candidat                        | Parti          | Premier tour | Premier tour | Second tour | Second tour |  |
| Candidat       | Candidat                        | Parti          | Voix         | %            | Voix        | %           |  |
| -------------- | ------------------------------- | -------------- | ------------ | ------------ | ----------- | ----------- |  |
|                | François d'Aubert sortant réélu | UDF (PR) (URC) | 23 419       | 49,02        | 27 796      | 53,83       |  |
|                | André Pinçon sortant            | PS             | 20 677       | 43,28        | 23 838      | 46,17       |  |
|                | Jean-Marie Mercier              | FN             | 1 891        | 3,96         |             |             |  |
|                | Jacques Poirier                 | PCF            | 1 792        | 3,75         |             |             |  |
|                |                                 |                |              |              |             |             |  |
| Inscrits       | Inscrits                        | Inscrits       | 70 388       | 100,00       | 70 388      | 100,00      |  |
| Abstentions    | Abstentions                     | Abstentions    | 21 320       | 30,29        | 17 670      | 25,1        |  |
| Votants        | Votants                         | Votants        | 49 068       | 69,71        | 52 718      | 74,9        |  |
| Blancs et nuls | Blancs et nuls                  | Blancs et nuls | 1 289        | 2,63         | 1 084       | 2,06        |  |
| Exprimés       | Exprimés                        | Exprimés       | 47 779       | 97,37        | 51 634      | 97,94       |  |

#### Deuxième circonscription (Château-Gontier)
|                | Henri de Gastines sortant réélu | RPR (URC)      | 27 610 | 67,45  |  |  |  |
|                | Bruno Hérissé                   | PS             | 10 566 | 25,81  |  |  |  |
|                | Hubert Laugery                  | FN             | 1 417  | 3,46   |  |  |  |
|                | Jean-Marc Hergott               | PCF            | 1 339  | 3,27   |  |  |  |
|                |                                 |                |        |        |  |  |  |
| Inscrits       | Inscrits                        | Inscrits       | 59 584 | 100,00 |  |  |  |
| Abstentions    | Abstentions                     | Abstentions    | 17 567 | 29,48  |  |  |  |
| Votants        | Votants                         | Votants        | 42 017 | 70,52  |  |  |  |
| Blancs et nuls | Blancs et nuls                  | Blancs et nuls | 1 085  | 2,58   |  |  |  |
| Exprimés       | Exprimés                        | Exprimés       | 40 932 | 97,42  |  |  |  |

#### Troisième circonscription (Mayenne)
| Candidat       | Candidat         | Parti          | Premier tour | Premier tour | Second tour | Second tour |  |
| Candidat       | Candidat         | Parti          | Voix         | %            | Voix        | %           |  |
| -------------- | ---------------- | -------------- | ------------ | ------------ | ----------- | ----------- |  |
|                | Claude Leblanc   | PS             | 17 476       | 37,78        | 20 544      | 42,01       |  |
|                | Roger Lestas élu | app. UDF       | 16 548       | 35,77        | 28 360      | 57,99       |  |
|                | Michel Scheer    | UDF (PR) (URC) | 9 541        | 20,63        | Retrait     | Retrait     |  |
|                | Gilbert Blanc    | FN             | 1 580        | 3,42         |             |             |  |
|                | Yannick Peltier  | PCF            | 1 114        | 2,41         |             |             |  |
|                |                  |                |              |              |             |             |  |
| Inscrits       | Inscrits         | Inscrits       | 66 706       | 100,00       | 66 703      | 100,00      |  |
| Abstentions    | Abstentions      | Abstentions    | 18 891       | 28,32        | 16 492      | 24,72       |  |
| Votants        | Votants          | Votants        | 47 815       | 71,68        | 50 211      | 75,28       |  |
| Blancs et nuls | Blancs et nuls   | Blancs et nuls | 1 556        | 3,25         | 1 307       | 2,6         |  |
| Exprimés       | Exprimés         | Exprimés       | 46 259       | 96,75        | 48 904      | 97,4        |  |

## Rappel des résultats départementaux des élections de 1986
|                      |              |              |             |            |            |          |          |
| 1re (Laval)          | 53,46 28 424 | 26,24 13 951 | 11,51 6 118 | 3,75 1 992 | 3,13 1 665 | 1,26 670 | 0,65 345 |
| 2e (Château-Gontier) | 66,27 29 475 | 15,38 6 839  | 10,94 4 866 | 3,50 1 558 | 2,21 984   | 0,95 424 | 0,75 334 |
| 3e (Mayenne)         | 60,72 30 937 | 23,78 12 117 | 8,21 4 184  | 3,53 1 801 | 2,24 1 139 | 0,90 460 | 0,61 311 |